# Hruboňovo
Hruboňovo (Hongaars: Szulányvicsáp) is een Slowaakse gemeente in de regio Nitra, en maakt deel uit van het district Nitra.
Hruboňovo telt 496 inwoners.